# La Guérilléra
La Guérillera és una pel·lícula de coproducció franco-espanyola dirigida per Pierre Kast, coautor del guió amb Antoni Tarruella, estrenada el 1982.

## Sinopsi
El coronel Larzac, un oficial de l'exèrcit de Napoleó, rep l'ordre d'escortar dues dones (Barbara Périsson i Alexandrine Beraut) a través del Portugal devastat per la guerra fins a un lloc segur a Espanya. En el camí són atacats per guerrillers portuguesos comandats per una dona (Caterina), desertors de l'exèrcit francès i bandolers rampinyaires, cosa que els obliga a aixoplugar-se ala fortalesa de Montsanto. Però la major amenaça prové d'un traïdor dins les seves files que amenaça amb no deixar complir la missió.

## Repartiment
- Agostina Belli : Catarina
- Jean-Pierre Cassel : Coronel Larzac
- Victoria Abril : Bárbara Périsson
- Maurice Ronet : Brutus
- Alexandra Stewart : Alexandrine Béraud
- Georges Géret : el mariscal
- Sérgio Godinho : Antonio
- Jacques Serres : Jacques Léveillé
- Rita Pavaô : Rita
- Alexandre de Sousa : el tinent Leterrier
- Guido Alberti : Joao Bernardo
- Diogo Dória